# Gràfica Q–Q

Una gràfica Q–Q normal de dades exponencials estàndard independents generades aleatòriament, (X ~ Exp(1)). Aquesta gràfica Q–Q compara una mostra de dades a l'eix vertical amb una població estadística a l'eix horitzontal. Els punts segueixen un patró fortament no lineal, cosa que suggereix que les dades no es distribueixen com a normal estàndard (X ~ N(0,1)). El desplaçament entre la línia i els punts suggereix que la mitjana de les dades no és 0. Es pot determinar que la mediana dels punts és propera a 0,7

En estadística, una gràfica Q–Q (gràfic quantil-quantil) és una gràfica de probabilitat, un mètode gràfic per comparar dues distribucions de probabilitat representant els seus quantils entre si. Un punt (x, y) de la gràfica correspon a un dels quantils de la segona distribució (coordenada y) representat contra el mateix quantil de la primera distribució (coordenada x). Això defineix una corba paramètrica on el paràmetre és l'índex de l'interval quantil.

Gràfic AQ–Q d'una mostra de dades versus una distribució de Weibull. Els decils de les distribucions es mostren en vermell. Tres valors atípics són evidents a l'extrem superior de la gamma. En cas contrari, les dades s'ajusten bé al model Weibull(1,2).

Si les dues distribucions que s'estan comparant són similars, els punts de la gràfica Q–Q estaran aproximadament a la línia d'identitat y = x. Si les distribucions estan relacionades linealment, els punts de la gràfica Q–Q estaran aproximadament en una línia, però no necessàriament a la recta y = x. Els diagrames Q–Q també es poden utilitzar com a mitjà gràfic per estimar paràmetres en una família de distribucions a escala de localització.
La gràfica AQ–Q s'utilitza per comparar les formes de les distribucions, proporcionant una visió gràfica de com propietats com ara la ubicació, l'escala i l'asimetria són similars o diferents en les dues distribucions. Els diagrames Q–Q es poden utilitzar per comparar col·leccions de dades o distribucions teòriques. L'ús de diagrames Q–Q per comparar dues mostres de dades es pot veure com un enfocament no paramètric per comparar les seves distribucions subjacents. El gràfic AQ–Q és generalment més diagnòstic que comparar els histogrames de les mostres, però és menys conegut. Els diagrames Q–Q s'utilitzen habitualment per comparar un conjunt de dades amb un model teòric. Això pot proporcionar una avaluació de la bondat de l'ajust que sigui gràfica, en lloc de reduir-se a una estadística de resum numèric. Els diagrames Q–Q també s'utilitzen per comparar dues distribucions teòriques entre si. Com que els diagrames Q–Q comparen distribucions, no cal que els valors s'observin com a parells, com en un diagrama de dispersió, o fins i tot que el nombre de valors dels dos grups que es comparen siguin iguals.
El terme "gràfic de probabilitat" de vegades es refereix específicament a un diagrama Q–Q, de vegades a una classe més general de diagrames, i de vegades al diagrama P–P menys utilitzat. El diagrama de coeficients de correlació de trama de probabilitat (gràfic PPCC) és una quantitat derivada de la idea de diagrames Q–Q, que mesura l'acord d'una distribució ajustada amb les dades observades i que de vegades s'utilitza com a mitjà per ajustar una distribució a les dades.